# Desa Wanayasa (administrativ by i Indonesien, Jawa Barat, lat -6,70, long 107,57)
Desa Wanayasa är en administrativ by i Indonesien. Den är belägen i provinsen Jawa Barat, i den västra delen av landet, 100 km sydost om huvudstaden Jakarta.
Tropiskt regnskogsklimat råder i trakten. Årsmedeltemperaturen i trakten är 19 °C. Den varmaste månaden är oktober, då medeltemperaturen är 21 °C, och den kallaste är juni, med 18 °C. Genomsnittlig årsnederbörd är 3 330 millimeter. Den regnigaste månaden är december, med i genomsnitt 520 mm nederbörd, och den torraste är september, med 33 mm nederbörd.